# Gittan Jönsson

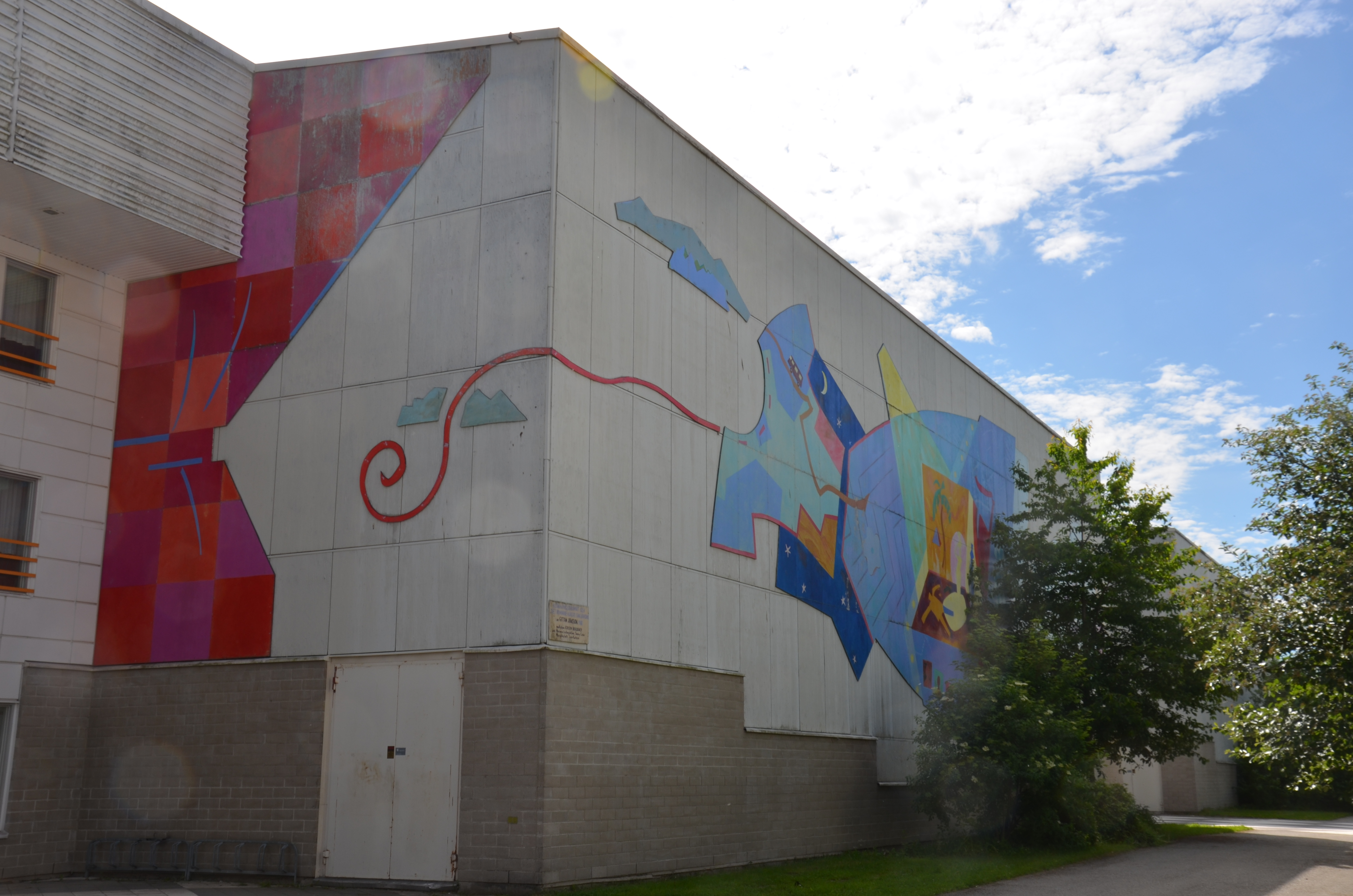
Klänningsdramat och det brinnande hjärtats gångjärnsdans på Riksteaterns fasad i Botkyrka

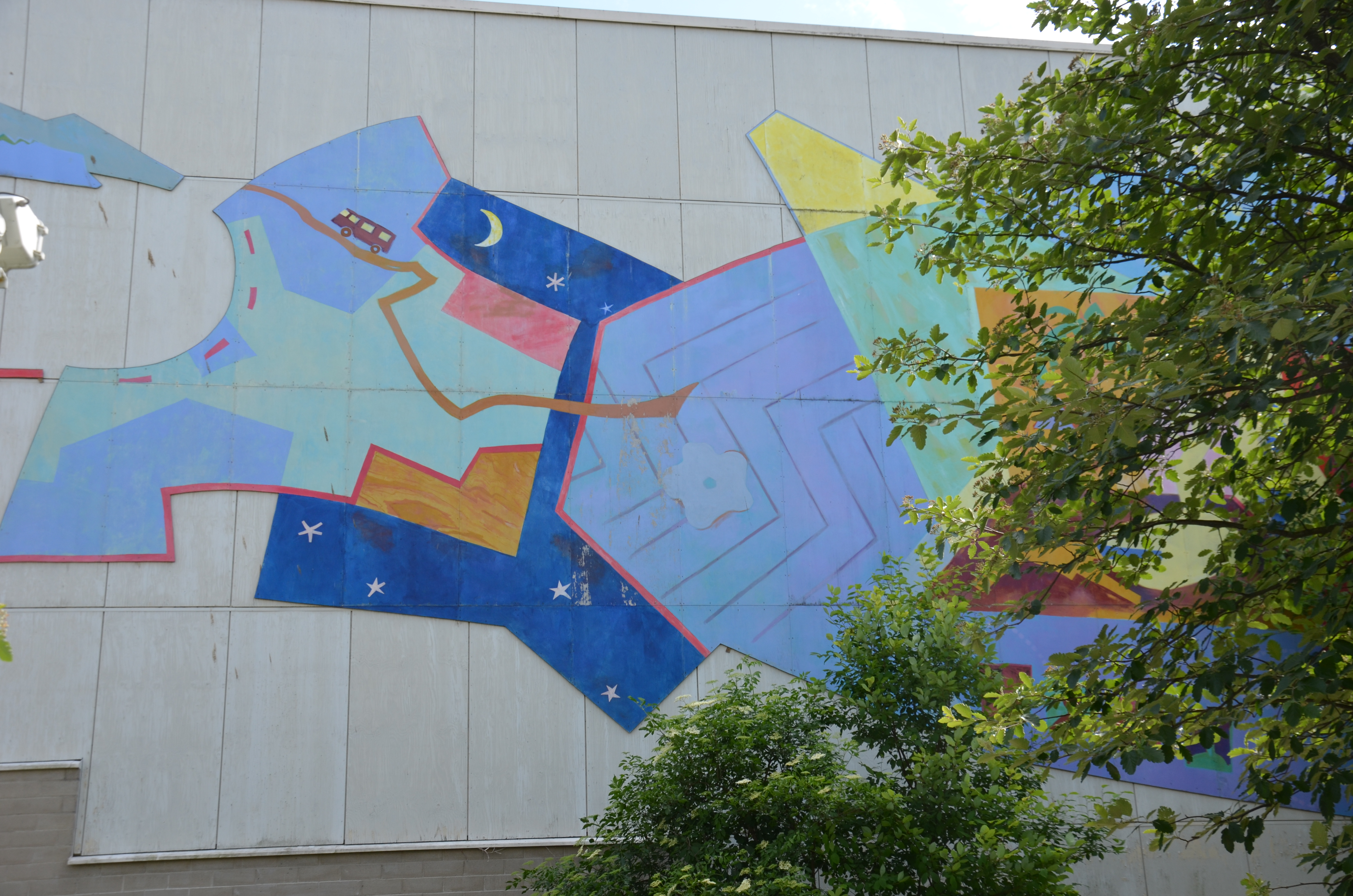
Klänningsdramat och det brinnande hjärtats gångjärnsdans, detalj

Elna Birgitta "Gittan" Jönsson, född 9 augusti 1948 i Helsingborg, är en svensk konstnär. 
Gittan Jönsson studerade på reklamlinjen på Konstfack 1967–1972. I sina verk gestaltar hon komplexa samhälleliga maktstrukturer och sociala relationer. En av hennes mest uppmärksammade målningar är "Diskkasterskan" från 1978. Hon har även tonsatt dikter av Sonja Åkesson. Hon medverkade på det klassiska feministiska musikalbumet Sånger om kvinnor (1971), vars omslag hon också gjorde. Andra skivomslag som hon gjort är Kalla tårar (Torkel Rasmusson), Kvinnokulturfestivalen och Praise drumming (Bitter Funeral Beer Band).
Hon hade en retrospektiv utställning på Marabouparkens konsthall i Sundbyberg 2016, där hon visade måleri, teckning, porslin och film från sex decennier. 
Gittan Jönsson är representerad bland annat på Moderna Museet, Nationalmuseum, Röhsska museet i Göteborg, Göteborgs konstmuseum, Kristianstads konstmuseum, Arbetets museum Norrköping, Skissernas museum i Lund, Borås konstmuseum, Helsingborgs kommun, Eskilstuna kommun, Linköpings kommun, Region Skåne och Statens konstråd.
Hon är mor till skådespelaren Simon J. Berger.

## Offentliga verk i urval
- Dammsugerskan i världen, fasadmålning, Street art festival, Simrishamnsbostäder 2014
- Klänningsdramat och det brinnande hjärtats gångjärnsdans, målning på fasaden för Rksteatern, Hallunda 1988
- Pusselläggarens besvärjelse, al fresco, Överstyrelsen för civil beredskap, Liljeholmen 1991
- Spelrum, Olympia Helsingborg 1994
- Seglats genom Tiden, Jeriko, Palestina 1999
- Råkullefresken, Brantevik 2001
- De fyra elementen, Sparbanken Syd, Simrishamn 2004
- Det var en gång/Horisonter, Håga anstalt Södertälje 2004